# Guillaume III de Beaujeu
Guillaume de Beaujeu, mort le 26 octobre 1337, est un évêque français du XIVe siècle. Guillaume est fils de Louis, seigneur de Beaujeu et de Dombes, et d'Eléonore de Savoie, fille de  Thomas II de Piémont.

## Biographie
Guillaume est chanoine de  Lyon, dont son oncle Henri Ier de Villars est archevêque, et y devient chantre et prévôt de Fourvières. Jean XXII le nomme à l'évêché de Bayeux. Il fond deux chapellenies, l'une dans son palais épiscopal, et l'autre dans son château de Douvres.